# Bivincula diaphana
Bivincula diaphana är en fjärilsart som beskrevs av Moore 1879. Bivincula diaphana ingår i släktet Bivincula och familjen silkesspinnare. Inga underarter finns listade i Catalogue of Life.